# Tallusia
Tallusia is een geslacht van spinnen uit de familie hangmatspinnen (Linyphiidae).

## Soorten
De volgende soorten zijn bij het geslacht ingedeeld:
- Tallusia bicristata Lehtinen & Saaristo, 1972
- Tallusia experta (O. P.-Cambridge, 1871)
- Tallusia forficala (Zhu & Tu, 1986)
- Tallusia pindos Thaler, 1997
- Tallusia vindobonensis (Kulczyński, 1898)